# Nordschweden
Nordschweden ist eine Landesregion Schwedens. 

## Zum Begriff
Nordschweden umfasst
- im engeren Sinne (schwedisch Norrland) den historischen Landesteil, mit Övre Norrland (‚Oberes Nordland‘, Norrbottens län und Västerbottens län ‚West- und Nord-Böden‘) sowie Nedre Norrland (‚Nieder-Nordland‘, Jämtlands län, Västernorrlands län und Gävleborgs län), also bis nördlich des Siljan-Sees und an den Dalälven
- im weiteren Sinne (schwedisch Norra Sverige) den ganzen Norden bis fast an den Skagerrak, in der Linie vom unteren Dalälven über den Vänern-See, also das Berg- und Hügelland des Skandinavischen Gebirgs (Skanden)

Je nachdem kann man in Süd-, Mittel- und Nordschweden (Landesteile von Süd nach Nord), oder Süd-, Ost- und Nordschweden (götaländische, svealändische Ebenen, Skanden), oder Süd-, Ost-, West- und Nordschweden (an den Wasserscheiden des Südens), oder nur Süd- und Nordschweden (Länder im Südosten und Skanden) gliedern.
Norra Sverige als NUTS-1-Region (SE3) umfasst folgende Riksområdena (Reichsgebiete): 
- Norra Mellansverige (SE31 ‚Nord-Mittelschweden‘) mit Värmlands (SE311), Dalarnas (SE312) und Gävleborgs län (SE313)
- Mellersta Norrland (SE32 ‚Mittel-Nordschweden‘) mit Västernorrlands (SE321), und Jämtlands län (SE322)
- Övre Norrland (SE33, ‚Ober-Nordschweden‘) mit Västerbottens (SE331) und Norrbottens län (SE332)